# Sattelstütze

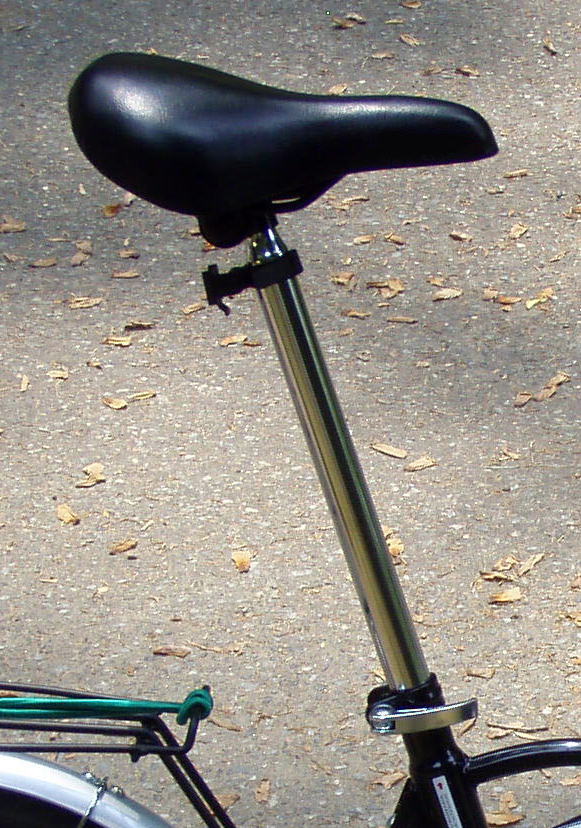
Die lange Sattelstütze eines Faltrads

Die Sattelstütze ist beim Fahrrad oder Mofa ein Rohr, das den Sattel mit dem Rahmen verbindet. Durch ihre teleskopartige Verschiebbarkeit im Sattelrohr lässt sich die Höhe des Sattels verstellen.
Moderne CFK-Sattelstützen wiegen teils unter 100 g, Aluminiumstützen üblicher Länge zwischen 200 und 300 g, solche aus Stahl bis über 500 g.

## Fixierung im Rahmen

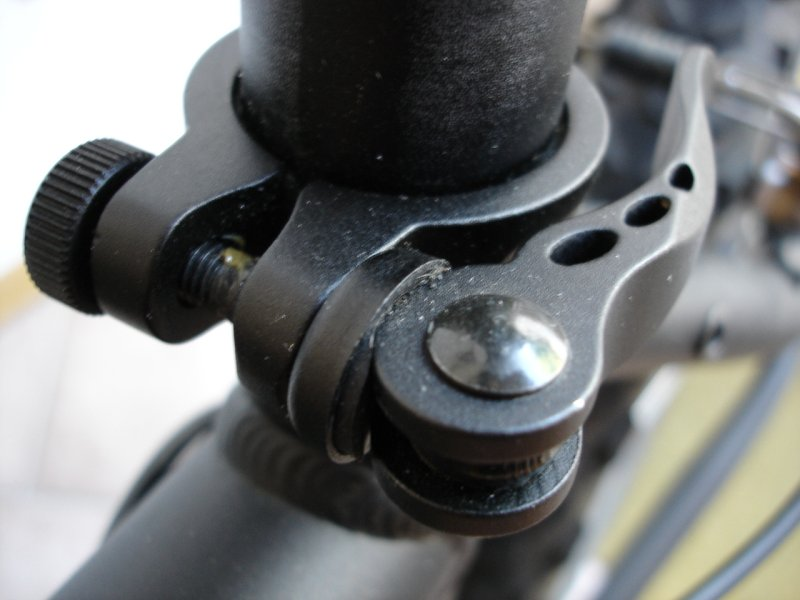
Sattelklemme mit Schnellspanner

Die Sattelstütze wird in das Sattel- oder Sitzrohr des Fahrradrahmens gesteckt und festgeklemmt. Dazu ist das Sitzrohr hinten einige Millimeter weit geschlitzt. Der Außendurchmesser von Sattelstütze und der Innendurchmesser des Sitzrohres müssen zueinander passen. Verbreitet sind 25,4 mm (1 Zoll), 27,2 mm, 30,9 mm und 31,6 mm. Es gibt aber zahlreiche weitere Maße in Abstufungen von 0,2 mm.
Zur Fixierung im Sitzrohr dient eine Sattelklemme am oberen Ende des Sitzrohrs. Die Klemme ist entweder in der Sattelmuffe integriert oder als Ring um das Ende des Sitzrohrs gelegt. Der Klemmring kann dabei auch fest mit dem Sattelrohr verbunden sein.
Gespannt wird die Klemme entweder durch eine Schraube mit Mutter oder Gewindehülse (mit Bund als Anschlag) oder durch einen Schnellspanner mit Spannhebel.
Mountainbikes besitzen meist eine Klemme mit Schnellspanner, um bei starkem Gefälle den Sattel absenken und den Körper damit weiter nach hinten verlagern zu können, wodurch sich die Sturzgefahr über den Lenker verringert. Es gibt heute auch Sattelstützen, die sich per Knopfdruck absenken und wieder anheben lassen (Fachbegriff: Dropperpost). Ein Nachteil des Schnellspanners ist, dass Sattelstütze und Sattel leicht gestohlen werden können. Es werden auch Spannschrauben mit speziell geformtem Kopf zur Diebstahlsicherung angeboten. Andernfalls empfiehlt sich die Sicherung von hochwertigen Sätteln bzw. Sattelstützen am Rahmen etwa durch ein leichtes Spiralschloss oder ein Stahlseil. Ansonsten existieren auch spezielle Sattelsicherungen von verschiedenen Herstellern.

## Traditionelle Bauform „Sattelkerze“

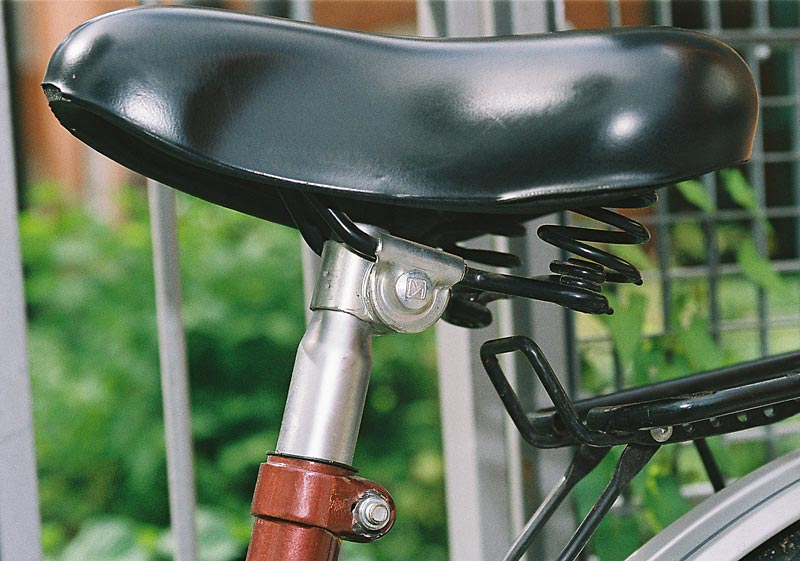
Sattelkerze

Bis in die 1990er Jahre wurde ein einfaches Rohr aus Stahl oder Aluminium mit einer oberen Verjüngung auf 22 mm zur Aufnahme des Sattelklobens verwendet. Der Sattelkloben besteht aus einer Schelle zur Einspannung der Sattelstütze in Kombination mit einer winkelverstellbaren Klemmung für die beiden Trag-Schienen des Sattels. Die Winkelverstellung zur Einstellung der Sattelneigung und die Klemmung der Sattelstütze wird in der Regel durch eine einzige Schraube oder Gewindestange mit 8 mm Durchmesser fixiert. Zur Abgrenzung von der Patentsattelstütze wird heute oft von „Sattelkerze“ gesprochen.
Die Winkelverstellung erfolgt in der Regel durch zwei gezahnte Scheiben, die beim Anziehen der Schraube beidseitig auf die außen ebenfalls gezahnte Schelle gepresst werden. Die Verstellung der Neigung kann somit nur entsprechend der vorgegebenen Stufung der Zahnung erfolgen. Bei einfachen Ausführungen nutzt sich die Zahnung oftmals ab, wenn die Schraube nicht mit relativ großer Kraft angezogen wird, so dass sich die Sattelneigung beim Benutzen des Rades ungewollt verstellt. Es ist unter Umständen hilfreich, die mitgelieferte Schraube zu fetten, um beim Anziehen eine stärkere Pressung zu erreichen oder sie durch eine hochwertigere Schraube zu ersetzen.

## Patentsattelstützen

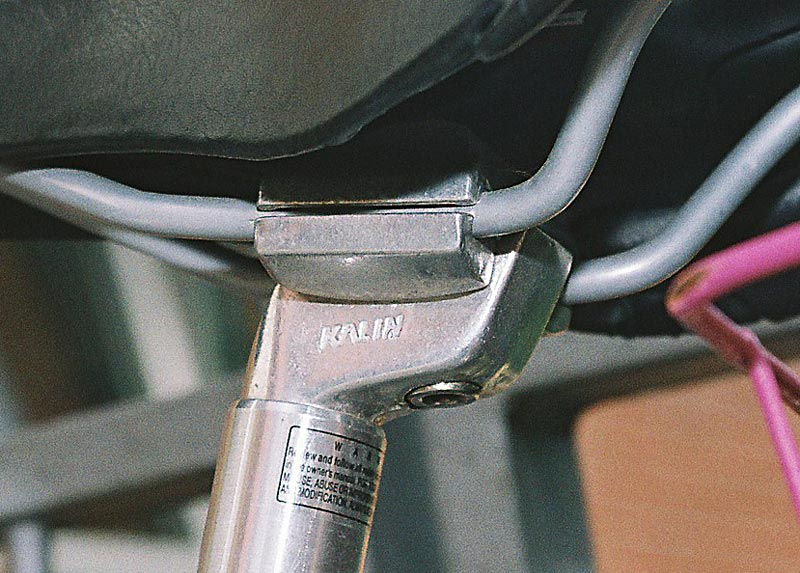
Patentsattelstütze

Bei modernen Patentsattelstützen bilden Rohr und Kloben eine Einheit. Dadurch wird eine steifere Verbindung vom Sattel zur Stütze erreicht als bei traditionellen Bauformen, welche die ungewollte Verstellung der Sattelneigung oft nicht zuverlässig verhinderten. Patentsattelstützen sind in einer stärker nach hinten gekröpften Variante erhältlich („Offset-Sattelstützen“), die einen größeren Abstand zwischen Sattel und Lenker ermöglicht.
Die Befestigung des Sattels an der Sattelstütze geschieht bei Patentsattelstützen auf unterschiedliche Weise. Vielfach wird der Sattel mit einer einzelnen (Inbus-)Schraube fixiert. Es empfiehlt sich, das Gewinde dieser Schraube zu fetten, um beim Anziehen der Schraube eine ausreichende Spannung zu erreichen.
Unterschiede bestehen insbesondere bei der Art der Winkelverstellung des Sattels. Zum Teil sind nur grobe Raststufen vorhanden. Andere Sattelstützen ermöglichen eine stufenlose Einstellung. Idealerweise ist die Klemmung des Sattels unabhängig von der Winkelverstellung ausgeführt, sodass die Neigung des Sattels verändert werden kann, ohne dabei versehentlich die horizontale Position zu verstellen. Befinden sich am Kopf der Sattelstütze zwei zusätzliche, kleinere Inbusschrauben, so kann die Neigung des Sattels üblicherweise eingestellt werden, indem man eine dieser Schrauben heraus- und die andere entsprechend weit hineindreht.

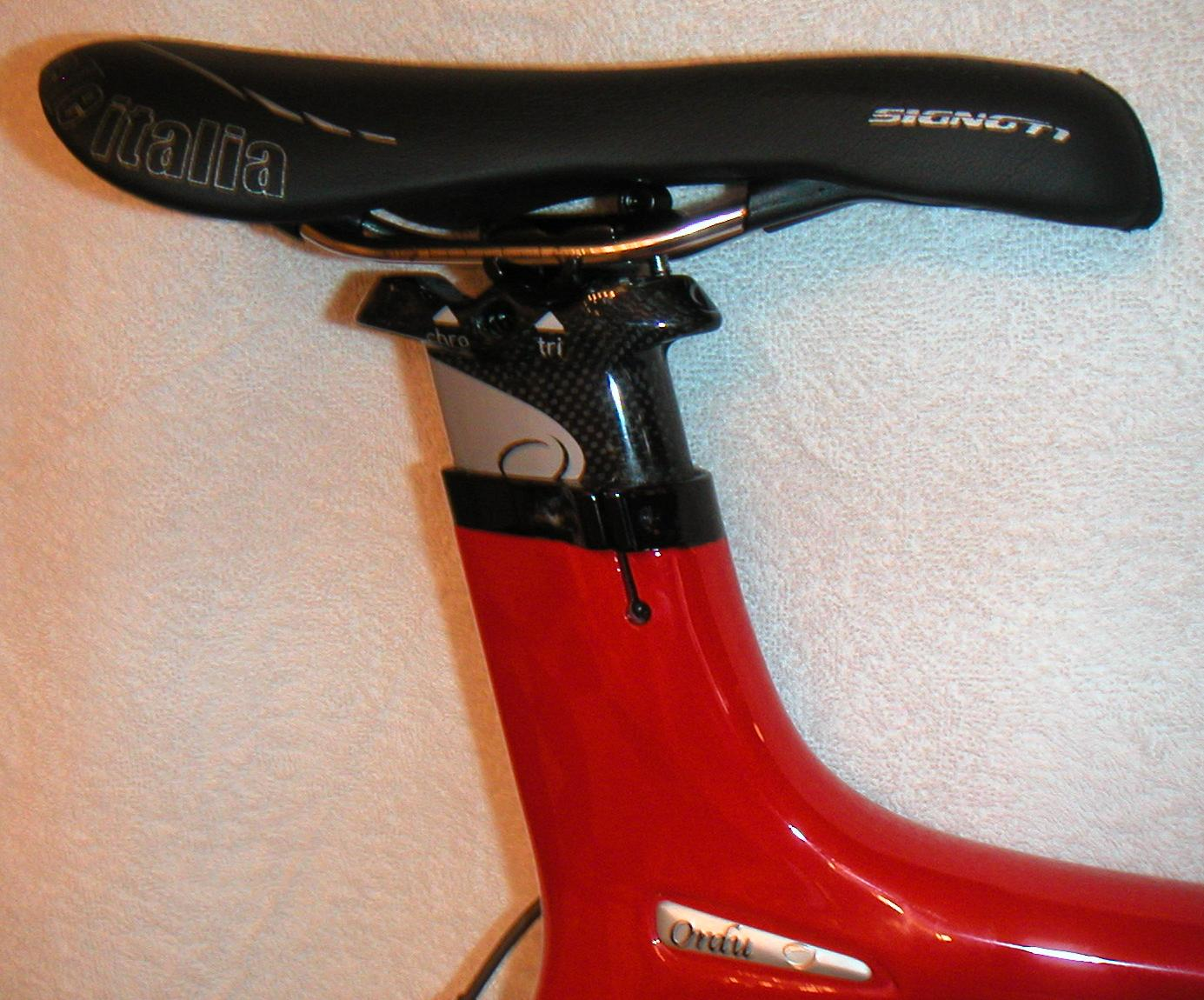
Tropfenförmige Patentsattelstütze

Anfang der 1990er Jahre wurden ovale oder tropfenförmige Patentsattelstützen zur Verringerung des Luftwiderstandes eingeführt. Der Nutzen ist umstritten, zumal sie oftmals mehr wiegen als runde Stützen.

## Gefederte Sattelstützen

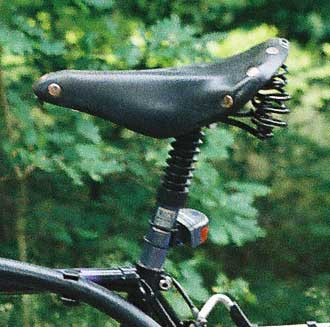
Gefederte Sattelstütze mit Kernledersattel

Gefederte Sattelstützen können als Alternative zur Federung des Hinterrades dienen. Gegenüber einem gefederten Rahmen haben sie den Nachteil, dass sich der Abstand vom Pedal zum Sattel verändert. Zudem ist die ungefederte Masse größer, was zu einem schlechteren Federungskomfort führt.
Der Sattel eines Fahrrads mit gefederter Sattelstütze sollte einige Zentimeter höher eingestellt werden, um das Einfedern der Stütze beim Aufsitzen des Fahrers auszugleichen. Dies kann bei ungeübten Radfahrern beim Aufsteigen und im Stand vorübergehend zu Unsicherheit führen.
Bei richtiger Einstellung der Federkraft senkt sich der Sattel beim Aufsitzen des Fahrers um etwa ein Drittel des Federwegs ab, sodass vom Federweg von typischerweise 25 bis 50 mm nur noch etwa 20 mm bis 35 mm verbleiben.
Der kurze Federweg reicht im Allgemeinen aus, um das Fahren auf schlechten Straßen und Feldwegen angenehmer zu machen. Im Gegensatz zu hochwertigeren Federgabeln und gefederten Hinterbauten kann aufgrund der höheren ungefederten Masse und des begrenzten Federwegs durch gefederte Sattelstützen jedoch in der Regel kein Sicherheitsgewinn bei schnellen Fahrten in unebenem Gelände erreicht werden.
Bei gefederten Teleskopsattelstützen taucht ein Rohr mit geringerem Durchmesser beim Einfedern in die im Rahmen fixierte Sattelstütze ein.
Von wenigen hochwertigen und leichtgängigen Teleskopsattelstützen abgesehen, verhindert meist die recht hohe Haftreibung zwischen den beiden Rohren ein feinfühliges Ansprechen bei leichten Stößen.

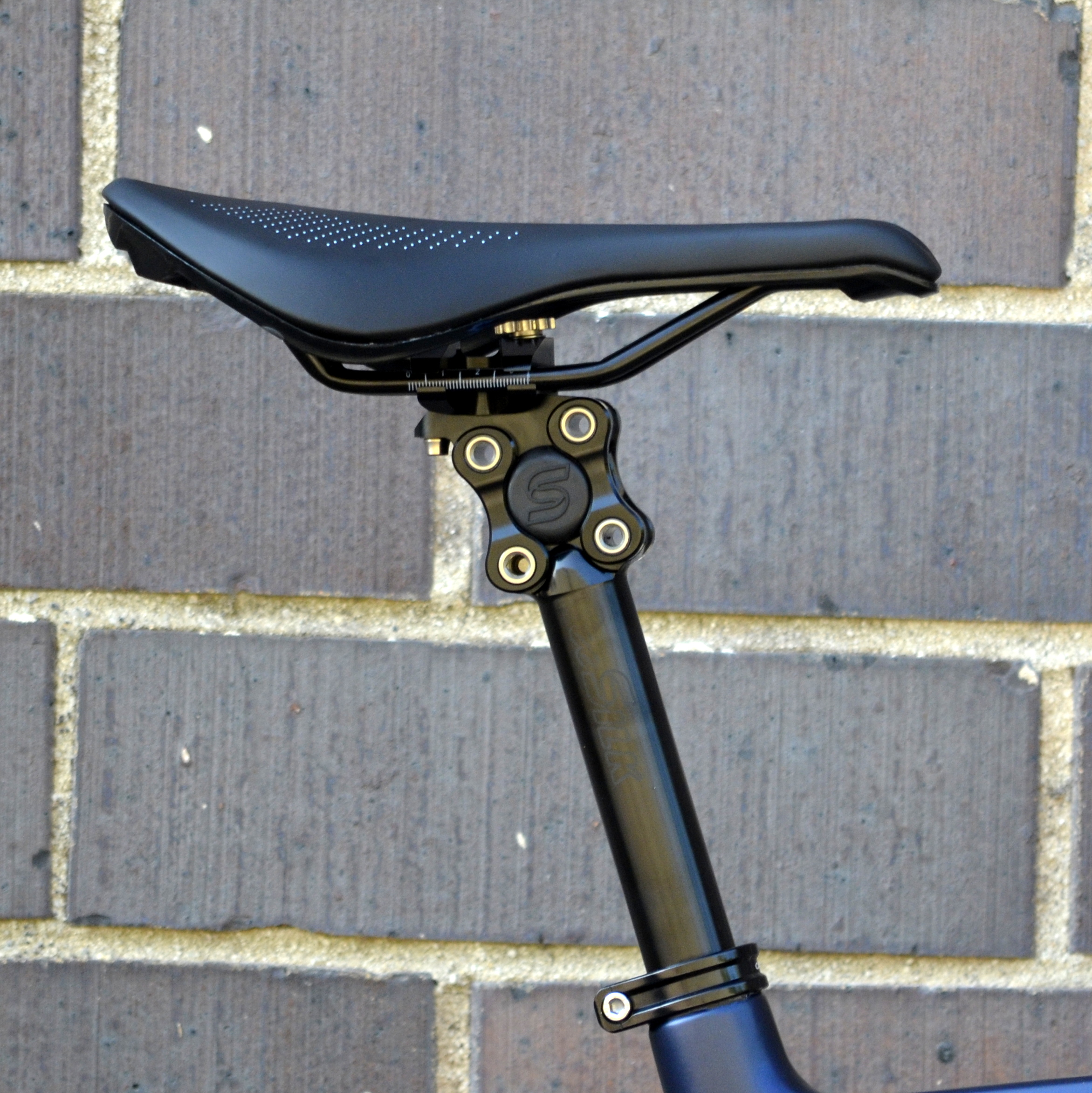
Parallelogramm-Sattelstütze

Technisch aufwändigere Sattelstützen führen den Sattel beim Einfedern nicht nur nach unten, sondern über eine Parallelogrammkonstruktion auch nach hinten. Dadurch vergrößert sich der Abstand zwischen Sattel und Lenker, während sich die Sitzhöhe während der Fahrt weniger stark verändert. Da der Stoß beim Überrollen eines Hindernisses mit dem Hinterrad von schräg hinten kommt, entspricht die Richtung der Ausweichbewegung dieser Sattelstützen eher der des Stoßimpulses.
Eine Alternative zu gefederten Sattelstützen stellt die Verwendung breiter Reifen dar (z. B. in den Größen 2" bis 2,5", was einer Breite von 50 bis 65 mm entspricht), die mit einem relativ geringen Luftdruck von 1,8 bis 2,5 bar gefahren werden können. Dies ist trotz des erhöhten Rollwiderstands auf ebener Fahrbahn bei Mountainbikes üblich, die im Gelände bewegt werden, da sich bei niedrigem Luftdruck die Haftung auf weichem und glattem Untergrund, und auf unebenem, unbefestigtem Untergrund möglicherweise auch die Energieeffizienz verbessert. Die zu Beginn des Jahrtausends eingeführte schlauchlose Montage von Fahrradreifen ermöglicht einen noch niedrigeren Luftdruck.

## Vario-Sattelstützen
Vario-Sattelstützen (auch Vario-Stütze, Teleskop-Sattelstütze oder engl. Dropper Post) lassen sich während der Fahrt in der Höhe verstellen und werden seit den 2010er-Jahren vor allem auf Mountainbikes eingesetzt, um bei steilen Bergabfahrten den Schwerpunkt des Fahrers abzusenken und so ein Abheben des Hinterrades und einen Überschlag über den Lenker zu vermeiden.

Zur Höhenverstellung betätigt der Fahrer einen Hebel unter dem Sattel oder am Lenker. Wie bei der Höhenverstellung von Bürostühlen werden höherwertige Sattelstütze durch eine Gasdruckfeder ausgefahren und durch das Gewicht des Fahrers eingeschoben. Es gibt Ausführungen mit stufenloser Verstellung oder alternativ mit zwei oder mehr Stufen. Auch sind drahtlos per Funk elektrisch betätigte Systeme verfügbar.

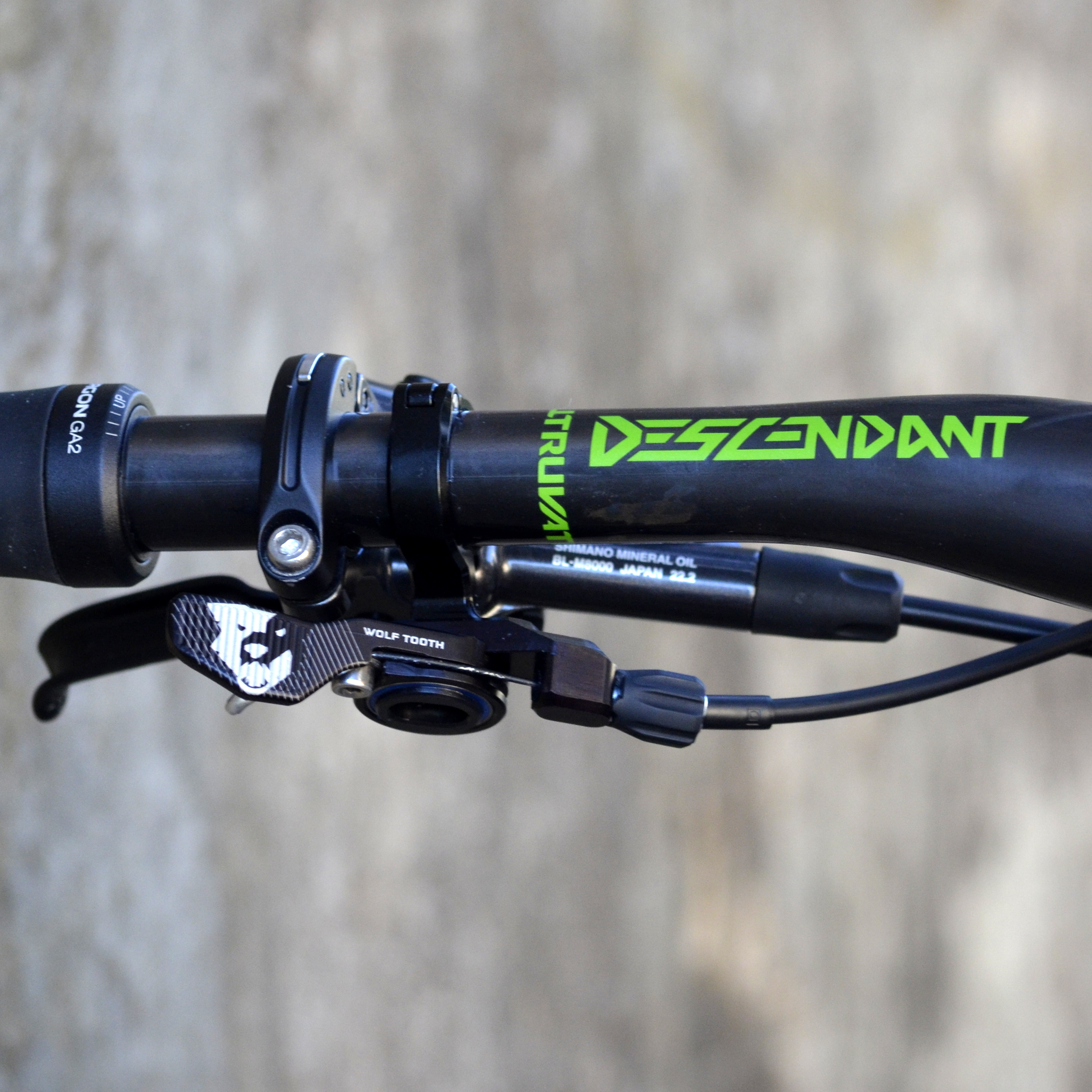
Lenkerschalthebel für Variostütze
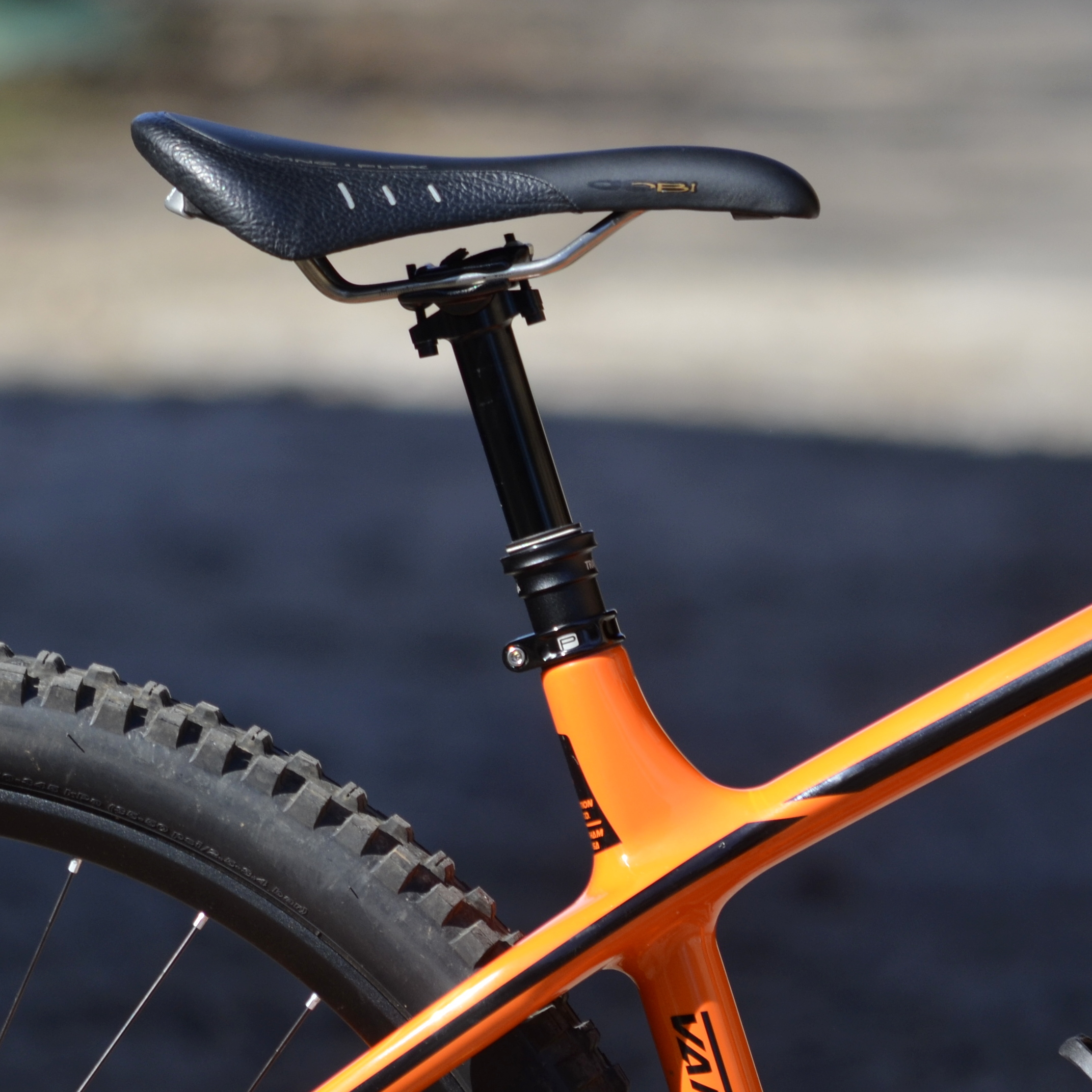
Eingefahrene Sattelstütze
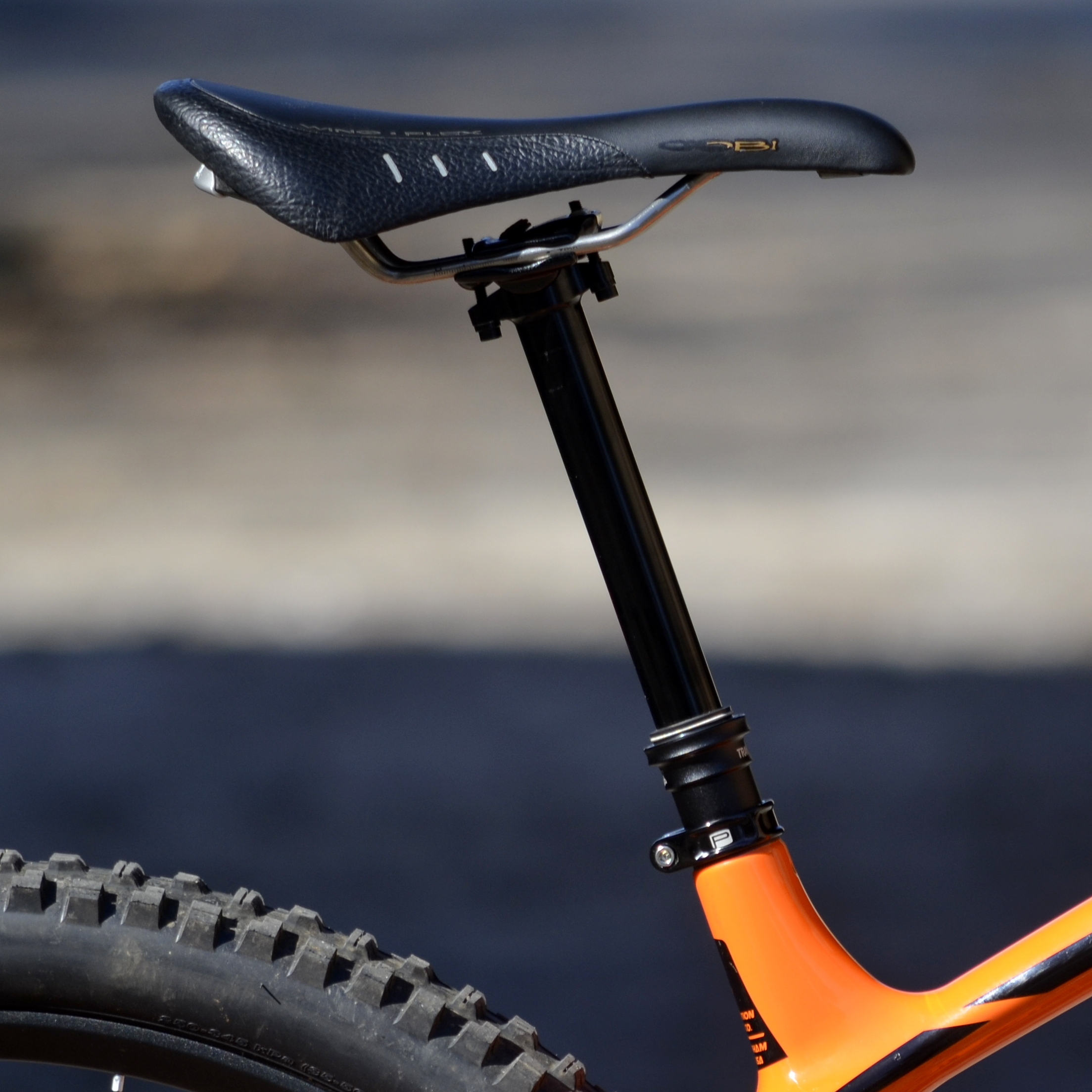
Ausgefahrene Sattelstütze

## Sonderformen

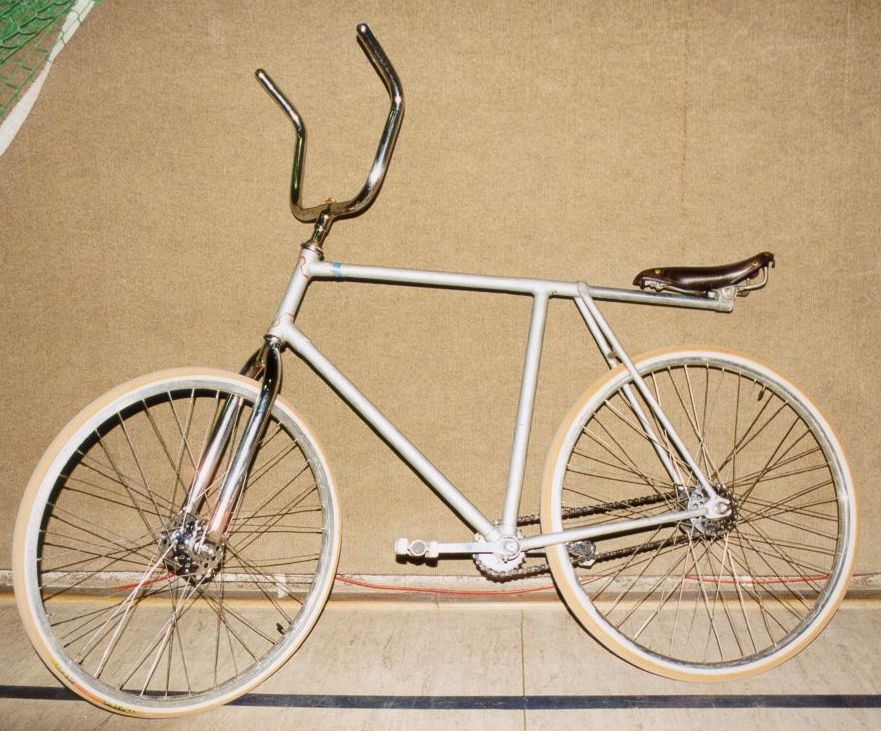
Radballrad

Radballräder haben eine spezielle, horizontale Sattelstütze.

## Einstellung der Sattelstütze
Die passende Sattelhöhe wird häufig ermittelt, indem der Fahrer in normaler Sitzhaltung eine Ferse auf das tiefgestellte Pedal stellt, ohne die Hüfte zur Seite zu neigen. Trägt man einen Schuh mit relativ flacher Sohle, sollte sich nun das Bein komplett ausstrecken lassen. Viele Radfahrer bevorzugen demgegenüber eine niedrigere Sitzposition, um insbesondere beim Anfahren und Absteigen eine bessere Kontrolle über das Fahrrad zu haben. Ein kraftsparendes, ausdauerndes und knieschonendes Pedalieren ist so jedoch nicht möglich.
Der Schweizer Konstrukteur Wilfried Hügi sieht vor, dass die Innenbeinlänge mit dem Faktor 0,885 multipliziert wird, um den Abstand zwischen der Mitte des Tretlagers bis zur Oberkante des Sattels zu ermitteln.
Die Innenbeinlänge wird gemessen, indem man sich barfuß vor eine Wand stellt und einen rechtwinkligen, flachen Gegenstand wie ein Buch von unten an den Schritt schiebt.
Ist die maximale Länge der Sattelstütze erreicht, sollte sie durch eine längere und entsprechend stärker ausgeführte Sattelstütze ersetzt werden. Bei Mountainbikes und BMX-Rädern mit nach hinten abfallendem Oberrohr sind Sattelstützen in Längen von über 40 cm üblich. Bei klassischen Rahmen mit waagerechtem Oberrohr sollte spätestens über die Anschaffung eines Rades mit größerem Rahmen (längerem Sitzrohr) nachgedacht werden, wenn die Sattelstütze 20 Zentimeter aus dem Rahmen gezogen ist.
Die meisten Kloben und Patentsattelstützen erlauben es, den Sattel in einem Bereich von einigen Zentimetern nach vorne und hinten zu verschieben, um die Entfernung zum Lenker und die Position des Körperschwerpunkts im Sitzen anzupassen.
Wenn dieser Verstellbereich nicht ausreicht, ist es manchmal möglich, den Befestigungskloben traditioneller Sattelstützen umzudrehen, so dass die Spannschraube vor der Sattelstütze sitzt, anstatt dahinter.
Patentsattelstützen können im Allgemeinen nicht nach vorne gedreht werden. Es sind aber verschiedene Ausführungen erhältlich, bei denen die Klemmung des Sattels mehr oder weniger weit hinter der Achse der Sattelstütze positioniert ist (im Bereich von 0 bis ca. 6 cm).

### Einstecktiefe ins Sattelrohr
In der Regel ist die Mindestlänge der Sattelstütze, die ins Sitzrohr eingeschoben wird, durch eine umlaufende Markierung in Form einer Reihe kurzer senkrechter Striche auf der Stütze markiert. Diese Markierung sollte bei eingebauter Sattelstütze nicht zu sehen sein.
Ist die Stütze nicht weit genug eingeschoben, werden die Verbindungsstellen der Rahmenrohre in der Umgebung der Sattelklemme stark belastet. Insbesondere bei geschweißten Aluminiumrahmen kommt es dann häufig zu Rissen an den Schweißnähten.
Fehlt die Markierung auf der Sattelstütze, sollten überschlägig wenigstens 65 mm der Sattelstütze im Sitzrohr eingeklemmt sein.

## Probleme mit der Sattelstütze

### Stahlrahmen mit Schraubenösen

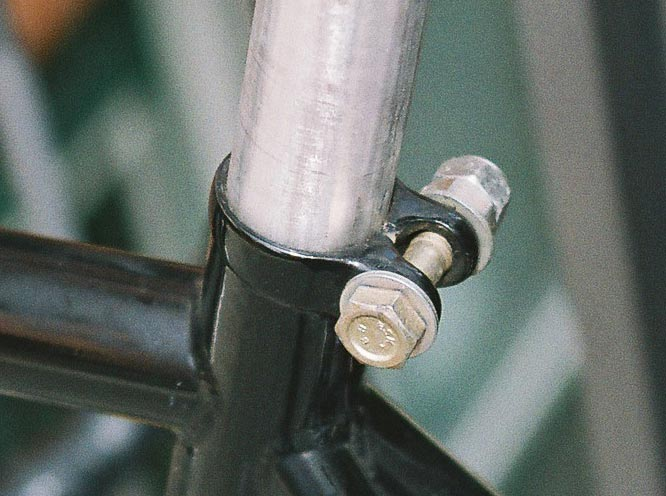
Sattelklemme mit Mutter und Kontermutter (meist nicht erforderlich)

Bei preiswerten Rädern ist die Sattelklemme oft mit einer Stahlschraube mit 7 mm Durchmesser und einem flachen Kopf ohne Schraubenkopfantrieb ausgestattet. Beim Anziehen soll ein Nocken an der Unterseite des Kopfes das Mitdrehen der Schraube verhindern, indem dieser in eine entsprechende Nut der Sattelklemme greift. Dieser Nocken nutzt sich häufig ab, woraufhin die Schraube nicht mehr angezogen werden kann, ohne sich mitzudrehen. Diese sollte dann durch eine Inbusschraube mit -hülse oder eine einfache Sechskantschraube mit Unterlegscheibe ausgetauscht werden. Da eine gewöhnliche 6-mm-Maschinenschraube möglicherweise nicht belastbar genug ist, kann das Loch in der Klemme aufgebohrt oder aufgerieben werden, um eine 8-mm-Maschinenschraube verwenden zu können. Möglich ist auch die Verwendung eines im Handel erhältlichen Schnellspanners. Wenn die Sattelklemme sich vom Sattelrohr abziehen lässt, kann sie auch komplett gegen eine neue Klemmung getauscht werden.

## Maße
Fahrrad-Sattelstützen haben Durchmesser von 20 bis 34,9 mm. Das frühere verbreitete Standardmaß von 25,4 mm wurde bei Renn- und Stadträdern überwiegend durch 27,2 mm ersetzt. Mountainbikes mit Aluminium- oder Carbonrahmen haben sogenannte  oversized Sattelstützen mit größeren Durchmessern, häufig 31,6 mm.
Besonders bei neuen Sattelstützen ist der Durchmesser meist im unteren oder oberen Teil des Schafts der Sattelstütze eingeprägt; häufig dort, wo auch die Einstecktiefe durch eine Strich-Linie markiert ist. Ältere Stützen müssen eventuell zuvor gereinigt werden, um die eingeprägte Zahl erkennen zu können.
Ist keine Prägung vorhanden, kann ein Messschieber verwendet werden, um den Außendurchmesser der Stütze zu ermitteln. Ist keine Stütze mehr vorhanden, sollte der Innendurchmesser des Sattelrohrs mit dem Messschieber an mehreren Positionen und möglichst tief im Rohr gemessen werden, da das geschlitzte obere Ende des Rohrs häufig oval verformt ist und im Bereich der Klemmung aufgeweitet oder verengt sein kann.
Eine genauere Messung ist mit einer Innenmaßlehre in Form eines Rohrs mit abgestuftem Außendurchmesser möglich, über die viele Fahrradwerkstätten verfügen.
Der Außendurchmesser zweier Sattelstützen kann hilfsweise mit einem passenden Schraubenschlüssel oder einem verstellbaren Schlüssel, wie einem 10 Zoll Rollgabelschlüssel oder Franzosen, verglichen werden.
Es werden Reduzierhülsen angeboten, um Sattelstützen in Sattelrohren mit größerem Durchmesser einsetzen zu können. Hochwertigere Hülsen sind meist zur Verwendung mit Sattelstützen mit den Standard-Durchmessern 25,4 oder 27,2 mm sowie einem spezifischen Sattelrohrdurchmesser vorgesehen, der auf der Hülse eingeprägt ist. Die Hülsen sind meist geschlitzt, so dass sie sich durch Aufweiten bzw. Stauchen zur Verwendung mit Sattelstützen-/Sattelrohr-Kombinationen mit (geringfügig) abweichenden Maßen anpassen lassen.

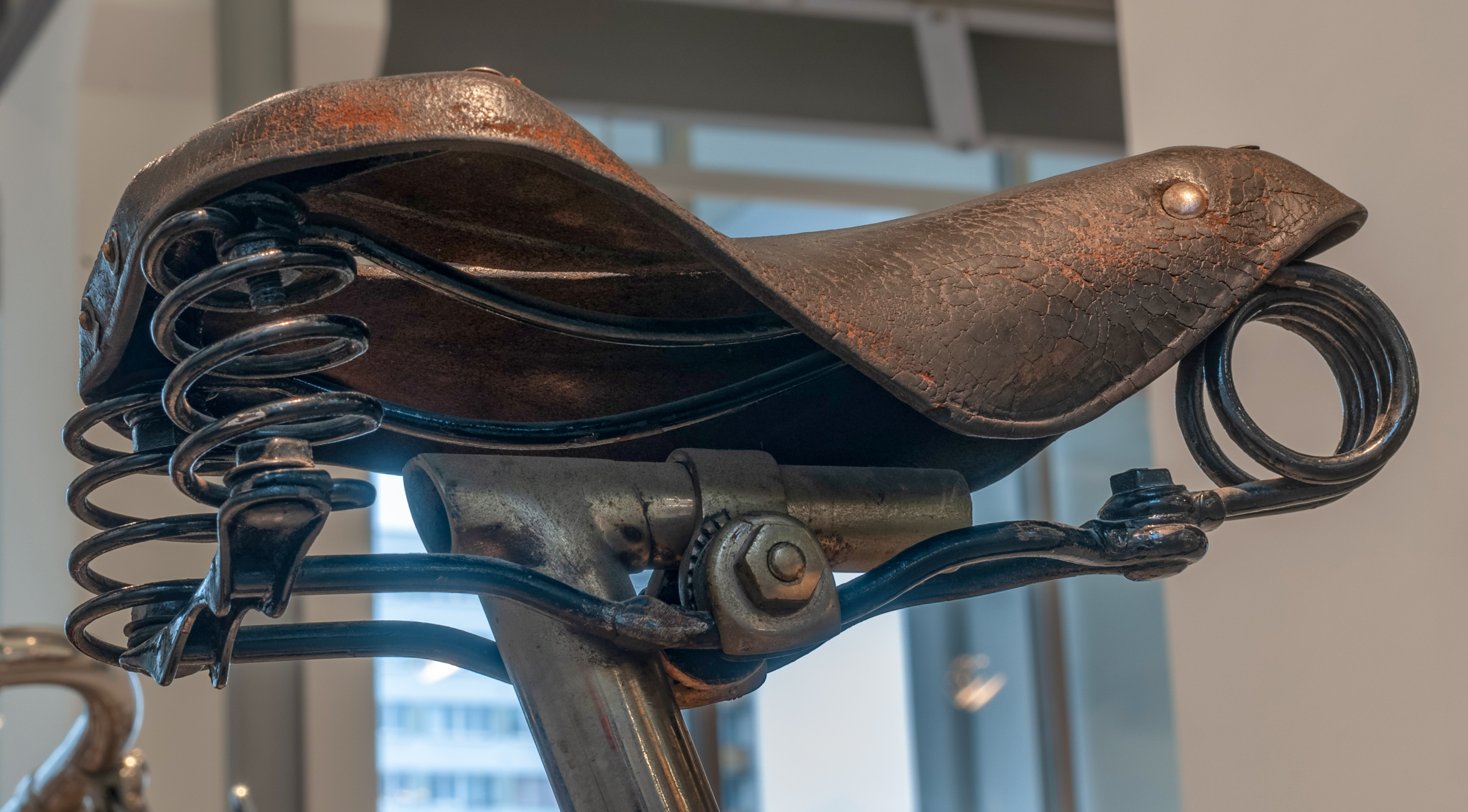
Sattelstütze mit erweiterter horizontaler Verstellmöglichkeit. Ermöglichte es Heranwachsenden, bereits ein Erwachsenenrad zu benutzen. Firma Laurin & Klement (1890), ausgestellt im Škoda Muzeum

| Durchmesser [mm]       | Standard- und Rennrahmen (überwiegend aus Stahl, teilweise Aluminium) |
| ---------------------- | --- |
| 20                     | Kinder- und Kunstfahrräder |
| 21,15 (13/16")         | BMX-Räder |
| 21,8                   | selten |
| 22,0                   | selten |
| 22,2 (7/8")            | BMX- u. a. US-Räder |
| 23,4; 23,8             | selten, z. B. teilweise bei Peugeot bis 80er Jahre |
| 24,0; 24,2; 24,6       | 24,0: z. B. bei DDR-Rädern bis 1989 (Diamant u. a.) sowie Standard bei Peugeot-Rädern bis 80er Jahre |
| 25,0; 25,2             | Stahlrahmen in den 1960ern & Alurahmen in den 1980ern (z. B. Alan, Biria, Look, Panasonic, Raleigh, Vitus) |
| 25,4 (1")              | Standardmaß bis in die 1990er Jahre (z. B. klassische Raleigh Rennradrahmen) |
| 25,6; 25,8             | gelegentlich verwendet (25,8 mm bei Aluminiumrahmen ab den 1990ern sowie z. B. Diamant, Motobecane, Raleigh)                                                                                                  |
| 26,0; 26,2; 26,4; 26,6 | Kinderräder und Rennrahmen einfacher Qualität (z. B. Motobecane, Nishiki & Peugeot in den 70 & 80ern; Raleigh, Schwinn, Specialized & Trek in 80 & 90ern; 26,6 mm z. B. bei Bianchi, Giant, Nishiki & Patria) |
| 26,8                   | Rennrahmen mittlerer Qualität (auch z. B. Bianchi, Klein, Koga Miyata, Marin, Raleigh, Rocky Mountain, Schwinn, Scott, Specialized)                                                                           |
| 27,0 (1 1/16")         | gelegentlich verwendet (z. B. Marin, Motobecane, britische Stahlrahmen in den 80ern) |
| 27,2                   | Standardmaß bei (hochwertigen) Straßenrädern (auch Kinderräder; sowie z. B. Cannondale, Trek) |
| 27,4                   | selten (z. B. Klein, Raleigh) |

| Durchmesser [mm]                   | größer dimensionierte Rahmenrohre (überwiegend Mountainbikes mit Aluminiumrahmen) |
| ---------------------------------- | --- |
| 28,0                               | ältere französische Rahmen |
| 28,4; 28,6 (1 1/8")                | selten (28,6 mm z. B. bei Giant, sowie bei Tandems, um einen gängigen 1 1/8"-Klemmvorbau für den (fixierten) Lenker des Hintermanns an der vorderen Sattelstütze befestigen zu können) |
| 29,2; 29,4; 29,6                   | gelegentlich bei MTB-Rahmen verwendet (z. B. 29,2 mm bei Raleigh & Trek) |
| 29,8                               | einige Hersteller (ab den 1990er Jahren; z. B. Corratec, dt. Centurion, Trek) |
| 30,0; 30,2; 30,4; 30,6; 30,8; 30,9 | seltener (z. B. 30 mm bei Marin; 30,2 & 30,8 mm bei Giant; 30,4 & 30,9 mm bei Specialized)                                                                                             |
| 31,2; 31,4; 31,5                   | selten (z. B. 31,2 mm bei Peugeot; 31,4 mm bei Marin) |
| 31,6                               | Standardmaß (ab der Jahrtausendwende; z. B. Cube, Klein, Bullitt Lastenrad) |
| 31,8                               | selten (z. B. bei Raleigh, Haibike) |
| 33,9                               | bei Falträdern (z. B. Tern, Dahon, Brompton) |
| 34,9                               | bei hochwertigen Sporträdern (ab der Jahrtausendwende) sowie Falträdern (z. B. B'Twin, Riese und Müller)                                                                               |